# 霍爾布魯克 (麻薩諸塞州)
霍爾布魯克（英語：Holbrook）是一個位於美國麻薩諸塞州諾福克縣的鎮。

## 人口
根據2020年美國人口普查的數據，霍爾布魯克的面積為19.20平方千米，當中陸地面積為19.10平方千米，而水域面積為0.10平方千米。當地共有人口11405人，而人口密度為每平方千米594人。